# Funcional Mumford-Shah
El Funcional Mumford–Shah es un funcional que es utilizado para establecer un criterio de optimalidad para la segmentación de una imagen en subregiones. Una imagen es modelada como una función suave por partes. El funcional penaliza la distancia entre el modelo y la imagen de entrada, la carencia de "suavidad" del modelo dentro de las subregiones y la longitud de las fronteras de las subregiones. Al minimizar el funcional es posible calcular la mejor segmentación de la imagen. El funcional fue propuesto por los matemáticos David Mumford y Jayant Shah en 1989.

## Definición del funcional Mumford–Shah
Considerando una imagen I con un dominio de definición D, nombrando J al modelo de la imagen, y llamando B a las fronteras que están asociadas con el modelo:: el funcional Mumford–Shah E[ J,B ] está definido de la siguiente manera:
{\displaystyle E[J,B]=C\int _{D}(I({\vec {x}})-J({\vec {x}}))^{2}d{\vec {x}}+A\int _{D/B}{\vec {\nabla }}J({\vec {x}})\cdot {\vec {\nabla }}J({\vec {x}})d{\vec {x}}+B\int _{B}ds}
La optimización del funcional puede ser alcanzado mediante su aproximación con otro funcional, como proponen Ambrosio y Tortorelli.

## Minimización del funcional

### Límite de Ambrosio–Tortorelli
Ambrosio Tortorelli mostraron que el funcional Mumford–Shah E[ J,B ] puede ser obtenido como el límite de una familia de funcionales de energía E[ J,z,ε ] donde la frontera  B es reemplazada por la función continua z cuya magnitud indica la presencia de una frontera. Su análisis mostró que el funcional Mumford–Shah tiene un mínimo bien definido. Se crea también un algoritmo para estimar el mínimo.
El funcional que definieron tiene la siguiente forma:
{\displaystyle E[J,z;\varepsilon ]=C\int (I({\vec {x}})-J({\vec {x}}))^{2}d{\vec {x}}+A\int z({\vec {x}})|{\vec {\nabla }}J({\vec {x}})|^{2}d{\vec {x}}+B\int \{\varepsilon |{\vec {\nabla }}z({\vec {x}})|^{2}+\varepsilon ^{-1}\phi ^{2}(z({\vec {x}}))\}d{\vec {x}}}
donde ε > 0 es un parámetro (pequeño) y ϕ(z) es una función de potencial. Dos elecciones típicas para ϕ(z) son
- {\displaystyle \phi _{1}(z)=(1-z)/2\quad z\in [0,1].} Esta opción asocia el conjunto de bordes B con el conjunto de puntos z tal que ϕ1(z) ≈ 0
- {\displaystyle \phi _{2}(z)=3z(1-z)\quad z\in [0,1].} Esta opción asocia el conjunto de bordes B con el conjunto de puntos  z tal que ϕ1(z) ≈ ½

El paso no trivial en su deducción es la prueba que, como  {\displaystyle \epsilon \to 0}, los dos últimos términos de la función de energía (p.ej. el último término integral del funcional de la energía) converge al conjunto límite de la integral ∫Bds.
El funcional de la energía E[ J,z,ε ] puede ser minimizado por el método del gradiente descendente, asegurando la convergencia a un mínimo local.
Ambrosio, Fusco, y Hutchinson, establecieron un resultado para dar un estimado óptimo a la dimensión de Hausdorff del conjunto singular de minimizadores de la energía de Mumford-Shah.